# Doi bărbați și jumătate
Doi bărbați și jumătate (engleză: Two and a Half Men) este un sitcom American, ce a avut premiera pe CBS pe 22 septembrie 2003. Serialul se centrează asupra unui bărbat numit Charlie, al cărui stil de viață este întrerupt când fratele său Alan (care tocmai divorțase de soția lui) se mută cu el, împreună cu băiatul său, Jake. Personajele principale sunt interpretate de Charlie Sheen, Jon Cryer și Angus T. Jones.

## Personaje
- Charlie Sheen ca Charles Francis "Charlie" Harper, un afemeiat, necăsătorit, scriitor de jingle-uri/cântece pentru copii. El îl primește pe Alan, fratele său mai mic, să locuiască alături de el în ziua în care acesta este dat afară de nevastă-sa din propria casă. De asemenea, Alan are un fiu pe nume Jake, care vine săptămânal pe timp de weekend pentru a petrece timp alături de tatăl lui și, totodată, alături de unchiul Charlie.
- Ashton Kutcher ca Walden Schmidt, cel mai bun prieten al lui Alan, și coleg de apartament.
- Jon Cryer ca Alan Jerome Harper, fratele divorțat al lui Charlie, care are mereu ghinion. După ce și-a pierdut casa la divorț, el locuiește cu Charlie.
- Angus T. Jones ca Jake Harper, copilul lui Alan. Își petrece majoritatea timpului jucând jocuri video, mâncând și uitându-se la televizor.
- Marin Hinkle ca Judith Harper, prima fostă soție a lui Alan. Ea îl urăște pe Alan și nu ratează nicio șansă să-și bată joc de el.
- Holland Taylor ca Evelyn Harper, mama lui Charlie și Alan și bunica lui Jake.
- Melanie Lynskey ca vecina lor Rose, care-l urmărește pe Charlie. De obicei ea intră în casa lui Charlie cățărându-se pe balcon.

## Adrese externe
- Doi bărbați și jumătate la Internet Movie Database
- Two and a Half Men la CBS
- Two and a Half Men la Yahoo! TV
- Vanity Cards Archive for Two and a Half Men